# Hermien Timmerman
Hermien Timmerman-van der Weide (De Krim (Overijssel), 25 juli 1943 - Enschede, 23 mei 2003), was een Nederlands zangeres.

## Biografie

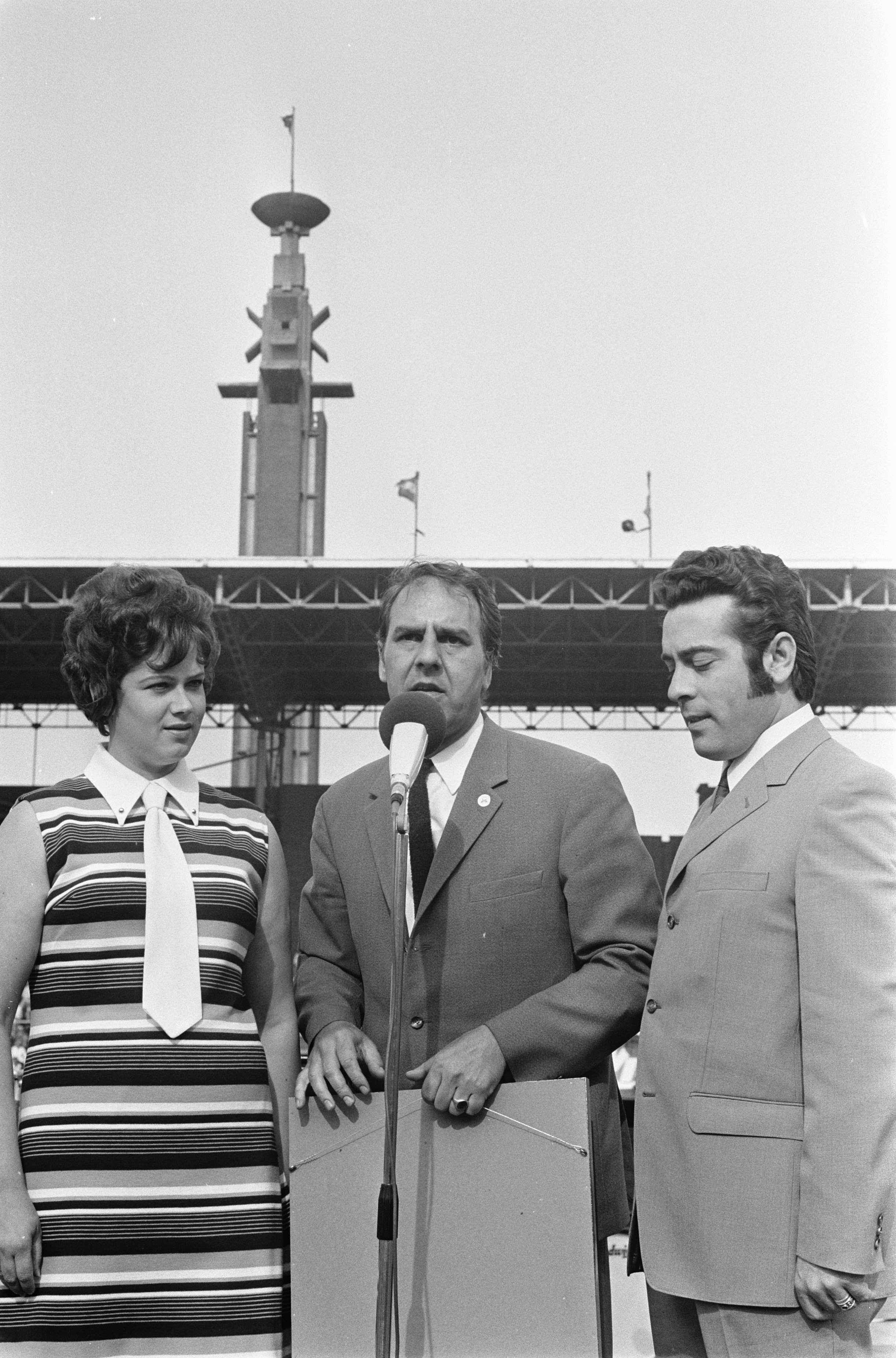
Hermien (links) met haar man Gert Timmerman (rechts) en tv-presentator Willem Duys (midden) in het Olympisch Stadion in Amsterdam in 1969

Hermien van der Weide groeide op in De Krim en in Slagharen (beide gemeente Hardenberg) en ging in Slagharen naar de middelbare school. Rond 1960 werd ze actief als zangeres (amateur) en werd ze fan van de reeds bekende zanger Gert Timmerman (1935-2017). Begin 1963 maakte ze kennis met Timmerman na een concert van hem in Vriezenveen. Eind 1963 huwden de twee.
In april 1999 scheidde het koppel. In mei 2003 overleed Hermien van der Weide op 59-jarige leeftijd in een ziekenhuis te Enschede aan een nierziekte. Zij werd begraven op de algemene begraafplaats in Oldenzaal. Haar graf is in 2013 bovengronds geruimd.

## Carrière
Met haar echtgenoot vormde ze vele jaren - van 1963 tot 1997 - het duo Gert en Hermien. Hun bekendste nummer is Alle duiven op de Dam (Shalalie shalala, 1972). 
Rond 1970 trad Hermien ook wel solo op, met als hits Rode Anemonen (1965) en Blacky (1968).
Van 1974 tot 1993 richtten Gert en Hermien zich volledig op het christelijk geloof en in de jaren tachtig  brachten zij religieuze liederen  geschreven door Margje Jonkman en kregen hiervoor een gouden plaat. Zowel het zangduo als de tekstschrijver. Zij traden vrijwel alleen nog in christelijke kringen op. In 1990 openden zij zich weer voor de buitenwereld, allereerst in een optreden met de rockgroep Normaal. Na een hartaanval op het podium in 1997 trok Hermien zich terug uit de artiestenwereld.

## Boek
René de Vos, Els Timmerman en Hermien Timmerman: Gert & Hermien: Het ware verhaal, uitg. Bruna, 1993, ISBN 9789022981573